# Kanton Steenvoorde
Der Kanton Steenvoorde war bis 2015 ein französischer Kanton im Arrondissement Dunkerque im Département Nord und in der Region Nord-Pas-de-Calais. Sein Hauptort war Steenvoorde. Vertreter im Generalrat des Departements war seit 1999 Jean Marc Gosset.
Im Zuge der Neuordnung der französischen Kantone im Jahr 2015 wurde der Kanton aufgelöst. Die Gemeinden wurden anderen Kantonen zugeordnet.

## Gemeinden
Der Kanton bestand aus neun Gemeinden:
| Gemeinde               | Einwohner Jahr | Fläche km² | Bevölkerungsdichte | Code INSEE | Postleitzahl |
| ---------------------- | -------------- | ---------- | ------------------ | ---------- | ------------ |
| Boeschepe              | 2.183 (2013)   | 13,59      | 161 Einw./km²      | 59086      | 59299        |
| Eecke                  | 1.194 (2013)   | 10,29      | 116 Einw./km²      | 59189      | 59114        |
| Godewaersvelde         | 2.023 (2013)   | 11,89      | 170 Einw./km²      | 59262      | 59270        |
| Houtkerque             | 1.010 (2013)   | 13,13      | 77 Einw./km²       | 59318      | 59470        |
| Oudezeele              | 675 (2013)     | 9,36       | 72 Einw./km²       | 59453      | 59670        |
| Saint-Sylvestre-Cappel | 1.099 (2013)   | 8,14       | 135 Einw./km²      | 59546      | 59114        |
| Steenvoorde            | 4.010 (2013)   | 29,82      | 134 Einw./km²      | 59580      | 59114        |
| Terdeghem              | 582 (2013)     | 8,82       | 66 Einw./km²       | 59587      | 59114        |
| Winnezeele             | 1.223 (2013)   | 15,54      | 79 Einw./km²       | 59662      | 59670        |

Die niederländischen Bezeichnungen der Gemeinden sind: 
- Boeschepe: Boeschepe
- Eecke: Eke
- Godewaersvelde: Godewaarsvelde
- Houtkerque: Houtkerke
- Oudezeele: Oudezele
- Saint-Sylvestre-Cappel: Sint-Silvesterkappel
- Steenvoorde: Steenvoorde
- Terdeghem: Terdegem
- Winnezeele: Winnezele